# Mikael Karlsson (låtskrivare)
Per Mikael Karlsson, född 1 juli 1970 i Svedala församling, Malmöhus län, är en svensk låtskrivare och handlare i Skurup. Han har skrivit låten "I Do" för Arvingarna som gick till final och slutade på en 7:e-plats i Melodifestivalen 2019.

## Musikkarriär
Mikael Karlsson har ingen tidigare direkt erfarenhet av att skriva musik, men har tidigare spelat trummor. Han skriver inte noter, istället nynnar han tankarna in i mobilen. Det är hans sätt att ta vara på uppslagen som kommer i huvudet. (Se video) 
Karlssons ursprungliga version av "I Do" har sedan förfinats av Thomas "Plec" Johansson, samt svensk text har skrivits av Nanne Grönvall och Casper Janebrink.

## Kompositioner
- 2019 – Om jag var en annan man med Arvingarna.[3]
- 2021 – The words i left unspoken med Jan Johansen.[4]

### Melodifestivalen
- 2019 – I Do med Arvingarna (skriven tillsammans med Nanne Grönvall, Casper Janebrink och Thomas Johansson).

- 2023 – Så kommer känslorna tillbaka med Casanovas (skriven tillsammans med Henrik Sethsson).

## Videoklipp
- Mikael Karlsson presenterar sig själv.
- Mikael Karlsson beskriver hur han skriver låtar.